# Waiting for You
"Waiting for You" là một bài hát của ca sĩ người Việt Nam Mono và nhà sản xuất âm nhạc người Việt Nam Onionn. Được sáng tác bởi chính Mono và Onionn, "Waiting for You" xuất hiện ở vị trí thứ 10 trong album phòng thu đầu tay của Mono, 22 (2022). Bài hát được phát hành chính thức với tư cách là đĩa đơn thứ hai trích ra từ album vào ngày 18 tháng 8 năm 2022.
Sau khi phát hành bản audio vào ngày 18 tháng 8, đến ngày 2 tháng 11 năm 2022, Mono mới phát hành video âm nhạc chính thức của ca khúc, đây cũng là video âm nhạc thứ hai của anh sau ca khúc "Quên anh đi" với bối cảnh được đặt trong những năm 80, 90 và được ghi hình tại một trường quay ở Thành phố Hồ Chí Minh.
"Waiting for You" nhanh chóng trở thành một thành công lớn về mặt thương mại khi phá kỷ lục về số tuần quán quân trên hai bảng xếp hạng Billboard Vietnam Hot 100 (13 tuần) và Billboard Vietnam Top Vietnamese Songs (15 tuần), đồng thời dẫn đầu bảng xếp hạng cuối năm, trở thành bài hát thành công nhất năm 2022 tại Việt Nam. "Waiting for You" cũng nhận về 1 giải Làn Sóng Xanh, lọt vào Top 10 ca khúc được yêu thích nhất và vinh dự nhận đề cử cho hạng mục "Video âm nhạc của năm" tại Giải thưởng Cống hiến lần thứ 17.

## Bối cảnh và sáng tác
Phiên bản audio của "Waiting for You" đã được ra mắt chính thức trên kênh YouTube của nam ca sĩ vào ngày 18 tháng 8 năm 2022 được sáng tác bởi anh và nhà sản xuất âm nhạc Onionn. Ca khúc được thực hiện theo phong cách phục cổ những năm thập niên 80–90, sử dụng nhiều synthesizer và âm thanh của analog. Ca khúc là một phần của album 22 do anh phát hành cùng nhà sản xuất âm nhạc Onionn.

## Phát hành
Sau một khoảng thời gian khuấy đảo bằng bản audio được phát hành vào ngày 18 tháng 8 thì đến ngày 1 tháng 11 năm 2022, nam ca sĩ đã đăng tải teaser giới thiệu cho video âm nhạc cho ca khúc "Waiting for You" được ra mắt vào ngày hôm sau. Vào ngày 2 tháng 11, Mono đã chính thức phát hành video âm nhạc đầu tiên cho ca khúc. Theo ghi nhận của tờ báo Sài Gòn Giải Phóng, đã có khoảng 20.000 khán giả thưởng thức trực tiếp video âm nhạc lúc công chiếu.

## Đánh giá chuyên môn
Tạp chí điện tử ZingNews đã gọi Mono sai lầm trong việc lựa chọn ca khúc chào sân và ca ngợi "Waiting for You" vượt trội hơn rất nhiều khi so về độ bắt tai, ca từ gần gũi, dễ nghe và dễ nhớ.
Sau khi nghe ca khúc, nhà phê bình Nguyễn Quang Long đưa ra nhận định, "Bản hòa âm Waiting For You tạo nên một không gian âm nhạc cuốn hút, lan rộng trong không gian nhưng lại rất rõ nét, người nghe có thể nghe được từng nhạc cụ. Vừa quyện vào nhau lại vừa tách bạch từng âm sắc nhạc cụ". Trong khi đó, nam nhạc sĩ, ca sĩ Phan Thanh Cường cho rằng, "Bài Waiting For You nổi thì không phải bàn cãi nữa, nó ổn từ người làm nhạc đến người hát".
Vào tháng 9 năm 2022, trong một video reaction hai ca khúc "Quên anh đi" và "Waiting for You" của YouTuber ViruSs, anh đã đánh giá thẳng thắn rằng nam ca sĩ trẻ Mono "yếu thanh nhạc" và "cần học thanh nhạc gấp".

## Diễn biến thương mại
Video lyrics của ca khúc "Waiting for You" cũng đã từng đạt Top 1 Trending Music YouTube Việt Nam và có mặt trong BXH Top 100 video nhạc hàng đầu thế giới trên nền tảng YouTube ở vị trí #29. Tính đến tháng 11 năm 2022, phiên bản audio trên YouTube của ca khúc đã thu về hơn 50 triệu lượt nghe.
Theo Billboard Việt Nam, "Waiting for You" là ca khúc tiếng Việt duy nhất lọt vào top 10, cụ thể là vị trí thứ 2 trong bảng xếp hạng Billboard Vietnam Hot 100 khi mà nhóm nhạc Blackpink đang càn quét bảng xếp hạng với 8 ca khúc nằm trong album Born Pink. Đồng thời ca khúc cũng lập kỷ lục là bài hát đứng Top 1 BXH Billboard Việt Nam nhiều nhất năm 2022, cụ thể là 13 tuần không liên tiếp và trở thành ca khúc đứng vị trí số 1 bảng xếp hạng Hot 100 Top Songs năm 2022 của Billboard Việt Nam.
Theo công bố của nền tảng âm nhạc Zing MP3, bài hát đã thu hút về 37 triệu lượt nghe trên nền tảng này và lọt vào danh sách 40 ca khúc thịnh hành của năm 2022 do nền tảng này công bố. Ca khúc sau đó cũng đã lựa chọn vào "10 ca khúc xuất sắc nhất năm" cho Best of 2022 của Zing MP3.

## Tác động và ảnh hưởng
Được ra mắt lần đầu tiên vào ngày 18 tháng 8 năm 2022, ca khúc "Waiting for You" không được quảng bá rộng rãi như ca khúc trước đó của nam ca sĩ là "Quên anh đi". Tuy nhiên, ca khúc đã trở nên nổi tiếng hơn ca khúc debut khi lọt vào các Bảng xếp hạng âm nhạc và Trending YouTube tại Việt Nam. Ngay sau đó khoảng 10 ngày, anh trai của Mono là Sơn Tùng M-TP cũng đã đăng một đoạn video ngắn cho thấy bản thân đang phiêu cùng "Waiting for You" trên Instagram cá nhân. Lúc bấy giờ, nam ca sĩ cũng đã tạo nên làn sóng tranh cãi liên quan đến "vũ đạo uốn éo phản cảm".
Vào cuối tháng 9 năm 2022, một đoạn video lan truyền trên TikTok cũng đã quay lại cảnh một số thành viên trong Đội tuyển bóng đá quốc gia Việt Nam như Lương Xuân Trường, Vũ Văn Thanh, Trần Đình Trọng và Nhâm Mạnh Dũng nhảy theo điệu nhảy "uốn éo" giống Mono trên nền nhạc "Waiting for You". Sau đó thậm chí, những đoạn video ngắn học sinh trình bày ca khúc tại các trường học cũng phổ biến tại Việt Nam. Ngoài ra, ca khúc cũng đã được một YouTuber có tên Tài Smile biến tấu giai điệu theo phong cách bolero.
Tại đêm chung kết của cuộc thi Hoa hậu Hòa bình Việt Nam 2022 (MGVN2022) vào ngày 2 tháng 10, sức nóng của cuộc thi được cho là đã dâng lên cao trào với sự xuất hiện của Mono cùng ca khúc "Waiting for You". Khi trình diễn đến đoạn lời chứa từ "ú òa", nam ca sĩ đã dùng động tác che mặt lại và mở ra như trò chơi "ú òa" dành cho trẻ em. Khoảnh khắc này sau đó nhanh chóng đã trở thành xu hướng trên mạng xã hội khi mọi người sử dụng động tác "ú" của ca sĩ và ghép mặt mình ở động tác "òa" nhằm tạo bất ngờ và giật mình cho người xem.
Sau màn "ú òa" tại chung kết MGVN2022, kênh TikTok của đội bóng Juventus F.C. đã đăng một đoạn video ghi lại khoảnh khắc cầu thủ Dušan Vlahović sút vào lưới và sử dụng đoạn nhạc của "Waiting for You". Kênh này đã đăng kèm theo nội dung là cụm từ "Ú òa" cùng hashtag #xuhuong, #mono và #waitingforyou. Vào ngày 11 tháng 10 năm 2022, The Influencer và YouNet Media đã công bố danh sách Social Trending Keywords cho 10 từ khoá thu hút nhất trong tuần (từ ngày 4 tháng 10 đến ngày 10 tháng 10). Cụm từ "Ú òa", một xu hướng bắt nguồn từ Mono đã đứng thứ 4 trong danh sách.
Tại concert FWD Music Tour Cần Thơ, nam ca sĩ đã trình bày 3 ca khúc trong album 22 trong đó có "Waiting for You" với sự cổ vũ của hơn 15.000 khán giả xem trực tiếp. Ngay sau đó, concert đã đạt 1 triệu lượt xem trực tiếp cùng 23 triệu lượt xem liên quan trên nền tảng TikTok và trở thành một trong những sự kiện nổi bật của năm 2022. Tối ngày 16 tháng 11 năm 2022, sau bê bối đời tư về chuyện tình cảm, Hiền Hồ đã đi diễn trở lại và "Waiting for You" là một trong những ca khúc đầu tiên mà cô đã trình diễn.
Tại đêm nhạc chào mừng năm mới ở Nha Trang vào tối ngày 31 tháng 12 năm 2022, ca sĩ Hồng Nhung đã trình diễn ca khúc "Waiting for You" nhưng đã được phối lại cho phù hợp với giọng ca người Hà Nội. Ngoài ra, trong chương trình Chào năm mới - Ấn tượng 2023 của Đài truyền hình Việt Nam, "Waiting for You" cũng đã xuất hiện trong màn trình diễn mashup cùng với 3 ca khúc khác: "Hẹn ước từ hư vô", "Cô đơn trên sofa" và "See Tình". Sau đó, lần lượt các bản cover khác được thực hiện bởi Phương Thanh và gần đây nhất là Hồ Văn Cường ngày 1 tháng 2 năm 2022  hay tại đêm trao giải Làn Sóng Xanh 2022 được tổ chức vào ngày 6 tháng 1, nữ ca sĩ Thu Phương cũng đã trình bày ca khúc "Waiting for You" của Mono và "See Tình" của Hoàng Thùy Linh, cả hai ca khúc đều đoạt nhiều giải thưởng sau đó. Trước đó, vào ngày 4 tháng 1 năm 2023, nam ca sĩ Đức Phúc cũng đã cover lại ca khúc "Waiting for You" ở tập 4 chương trình âm nhạc "Biển của hy vọng" được phát sóng trên HTV7.
Trong chương trình Gala cười mừng Tết Nguyên Đán 2023 của Đài Truyền hình Việt Nam cũng đã xuất hiện ca khúc "Waiting for You" theo phiên bản bolero. Cùng với "Bên trên tầng lầu" của Tăng Duy Tân, hai ca khúc đã khép lại chương trình truyền hình dịp Tết.

## Video âm nhạc
Trước khi ra mắt teaser chính thức vào ngày 1 tháng 11 năm 2022, nam ca sĩ và ê-kíp sản xuất cũng đã mở đợt một đợt tuyển diễn viên cho nữ chính của 3 video âm nhạc "Waiting for You", "Em là..." và "Anh không thể". Theo nguồn tin của báo Thể thao và Văn hóa, ca khúc được ghi hình tại một trường quay ở Thành phố Hồ Chí Minh.
Đến ngày ngày 2 tháng 11, một ngày sau khi công bố teaser, Mono đã chính thức phát hành video âm nhạc đầu tiên cho ca khúc. Màu sắc của video âm nhạc cũng được cho là theo thiên hướng cổ điển. Trong video, nam ca sĩ đã hóa thân thành một chàng thợ may si tình với mái tóc dài lãng tử cùng phong cách như phim Hồng Kông những năm 80, 90. Tại đây, chàng thợ may đã phải lòng một cô gái nhưng cô gái ấy lại đã có chủ. Tất cả những ký ức gợi nhớ giữa anh và người ấy đã quay trở lại và kết thúc video là chàng thợ may ấy vẫn đang chờ đợi cô gái kia như câu hát: "Biết em đã có người ở gần bên. Nhưng anh sẽ vẫn đứng nơi đây và chờ em...".

## Bảng xếp hạng

### Xếp hạng tuần
| Bảng xếp hạng (2022)            | Vị trí cao nhất |
| ------------------------------- | --------------- |
| Việt Nam (Top bài hát Việt Nam) | 1               |
| Việt Nam (Vietnam Hot 100)      | 1               |

### Xếp hạng cuối năm
| Bảng xếp hạng (2022)       | Vị trí |
| -------------------------- | ------ |
| Việt Nam (Vietnam Hot 100) | 1      |

### Spotify Chart
| Vị trí cao nhất | Số tuần đạt top 10 | Số tuần trụ top 50 |
| --------------- | ------------------ | ------------------ |
| 1               | 17                 | 19                 |

## Giải thưởng
| Năm  | Giải thưởng             | Hạng mục                      | Kết quả   | Ghi chú       |
| ---- | ----------------------- | ----------------------------- | --------- | ------------- |
| 2022 | Zing MP3 - Best of 2022 | 10 ca khúc xuất sắc nhất năm  | Đoạt giải | [ 14 ]        |
| 2022 | TikTok Awards Việt Nam  | Âm nhạc của năm               | Đề cử     | [ 44 ]        |
| 2023 | Làn Sóng Xanh 2022      | Top 10 ca khúc được yêu thích | Đoạt giải | [ 36 ] [ 45 ] |
| 2023 | Làn Sóng Xanh 2022      | Hòa âm phối khí               | Đề cử     | [ 36 ] [ 45 ] |
| 2023 | Làn Sóng Xanh 2022      | Ca khúc của năm               | Đề cử     | [ 36 ] [ 45 ] |
| 2023 | Làn Sóng Xanh 2022      | Bài hát hiện tượng            | Đề cử     | [ 36 ] [ 45 ] |
| 2023 | Giải thưởng Cống hiến   | Video âm nhạc của năm         | Đề cử     | [ 46 ] [ 47 ] |